# Henryk Piasecki

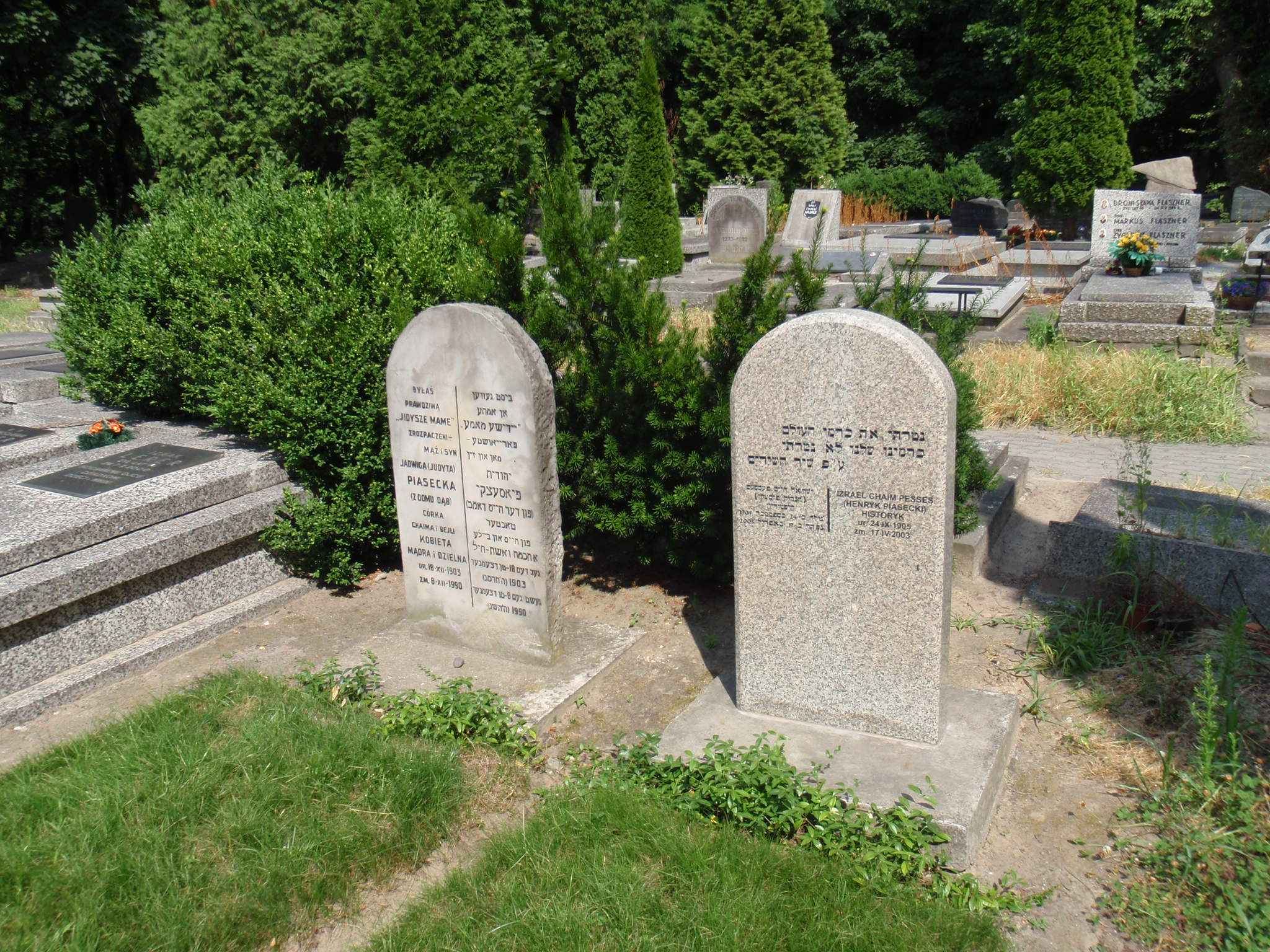
Grób Jadwigi i Henryka Piaseckich na cmentarzu żydowskim w Warszawie

Henryk Piasecki, właściwie Izrael Chaim Pesses (ur. 24 września 1905 w Tomaszowie Mazowieckim, zm. 17 kwietnia 2003 w Warszawie) – wysoki funkcjonariusz aparatu bezpieczeństwa Polski Ludowej. W latach późniejszych dziennikarz i historyk.

## Życiorys
Urodzony w ubogiej rodzinie żydowskiej. Był synem tomaszowskiego krawca Mordki vel Marka Pessesa i Rajzli vel Rozalii z d. Blankiet. Ukończył cheder tomaszowski, w 1919 zdał egzaminy do 8-klasowego Humanistycznego Koedukacyjnego Gimnazjum Stowarzyszenia Kupców w Tomaszowie Mazowieckim i został przyjęty do klasy IV, szkołę ukończył w 1926. W latach 1922–1923 był członkiem Ha-Szomer Ha-Cair. W tym okresie zerwał więzy z tradycją żydowską. W 1925 zapisał się do Komunistycznego Związku Młodzieży Polskiej, w maju 1926 Komunistycznej Partii Polski. 2 maja 1926 za udział w pochodzie pierwszomajowym został aresztowany przez policję i osadzony w areszcie w Piotrkowie Trybunalskim. Maturę zdawał dzięki wstawiennictwu dyrekcji szkoły, zwłaszcza zaś zabiegom Leona Witolda Maya, pastora tomaszowskiego i nauczyciela. W lipcu 1926 został ponownie aresztowany za działalność komunistyczna, ale ostatecznie uniewinniony w październiku 1926.
W 1926 rozpoczął studia prawnicze na Uniwersytecie Warszawskim, w 1929 przeniósł się na pedagogikę, ale studiów ostatecznie nie ukończył i został skreślony z listy studentów w 1934. W czasie studiów był aktywnym działaczem KZMP i KPP, m.in. sekretarzem dzielnicowym KZMP w Tomaszowie Mazowieckim (1927), Warszawa-Mokotów i Warszawa-Wola, sekretarzem warszawskiego Wydziału Propagandy i Agitacji, w latach 1931-1933 kierował Centralnym Wydziałem Propagandy i Agitacji KZMP i pismem Towarzysz. Zagrożony aresztowaniem w 1933 wyjechał do Łodzi, od grudnia 1933 mieszkał w Siedlcach, od stycznia 1934 w Lublinie. Tam został aresztowany i następnie skazany na karę 3 lat pozbawienia wolności za działalność komunistyczną. Został zwolniony na mocy amnestii w styczniu 1936. Następnie pracował fizycznie i jako buchalter.
We wrześniu 1939 uciekł na wschód, dzięki czemu ocalał, podobnie jak jego młodszy brat Michał Piasecki (1919-2002). od listopada 1939 do czerwca 1941 pracował jako nauczyciel w Kowlu. W lipcu 1940 ożenił się, w 1941 urodził mu się syn Eryk. Po wybuchu wojny sowiecko-niemieckiej został ewakuowany na wschód, w latach 1942-44 był robotnikiem przymusowym w Batalionie Budownictwa Kolejowego (tzw. strojbat) przy budowie linii z Astrachania do Wolska. Od sierpnia 1944 przebywał w Moskwie, do lutego 1945 pracował w Rozgłośni im. Tadeusza Kościuszki w Moskwie.
W lutym 1945 przyjechał do Polski (od tego czasu posługiwał się nazwiskiem Henryk Piasecki, od marca 1945 mieszkał w Warszawie, w tym samym miesiącu został przyjęty do służby w Ministerstwie Bezpieczeństwa Publicznego, był kolejno zastępcą kierownika Sekcji II Wydziału II Departamentu III, kierownikiem Sekcji I Wydziału III Departamentu I (od lipca 1945), kierownikiem Wydziału I Departamentu V (od listopada 1945). W listopadzie 1945 awansowany na porucznika, w kwietniu 1946 na majora, w lipcu 1949 na podpułkownika. W styczniu 1950 został Naczelnikiem Wydziału I Departamentu I MBP, od marca 1950 do listopada 1950 był drugim wicedyrektorem Biura Specjalnego MBP, od grudnia 1951 do listopada 1953 zastępcą dyrektora Departamentu X Ministerstwa Bezpieczeństwa Publicznego. W tej ostatniej roli  uczestniczył w śledztwie w sprawie Hermanna Fielda.
30 listopada 1953 został zwolniony ze swojego stanowiska, powołano go na stanowisko zastępcy dyrektora Departamentu Szkolenia MBP. Funkcję tę pełnił do 9 grudnia 1954. Od 1 stycznia 1955 był zastępcą dyrektora Departamentu Kadr i Szkolenia Komitetu ds. Bezpieczeństwa Publicznego. Po kilku nieudanych próbach odejścia z organów bezpieczeństwa oraz krytyce stalinizmu, 31 grudnia 1956 został zwolniony z pracy MBP.
Od marca do października 1957 pracował w Redakcji Zagranicznej Polskiej Agencji Prasowej, od listopada 1957 do grudnia 1958 był redaktorem naczelnym Głosu Olsztyńskiego, od maja 1959 do maja 1968 kierownikiem działu ideologicznego Życia Partii. Tę ostatnią pracę łączył z zatrudnieniem od 1964 w Zakładzie Historii Partii, tam przygotował do druku monografię KPP wobec przewrotu majowego i dyktatury Józefa Piłsudskiego (ostatecznie z uwagi na tzw. kampanię antysyjonistyczną praca nie ukazała się).
W latach 1971–83 pracował w Żydowskim Instytucie Historycznym, gdzie poświęcił się pracy naukowo-badawczej. W Biuletynie ŻIH opublikował wiele artykułów, m.in. Feliks Perl, historyk i działacz (BŻIH, 1974 nr 4/92), Herman Diamand w okresie II Rzeczypospolitej (BŻIH, 1978 nr 2/106), Przeciwieństwa ideologiczne i polityczne między Poalej Syjon a Bundem w latach 1901-1907 (BŻIH, 1986, nr 3-4), Śladami Polskiego Związku Żydowskiej Socjaldemokratycznej Partii Robotniczej Poalej-Syjon w latach rewolucji 1905-1907 (BŻIH, 1987, nr. 2). Wydał również dwie książki: Żydowska organizacja PPS 1893-1907 i Sekcja Żydowska PPSD i Żydowska Partia Socjalno-Demokratyczna 1892-1919/20. W 1980 wstąpił do NSZZ „Solidarność”, równocześnie pozostając członkiem PZPR.
Pochowany na cmentarzu żydowskim przy ulicy Okopowej w Warszawie (kwatera 8).

## Odznaczenia[2]
- Srebrny Krzyż Zasługi (1945 i 1947)
- Medal Zwycięstwa i Wolności (1946)
- Krzyż Kawalerski Orderu Odrodzenia Polski (1946)
- Medal 10-lecia Polski Ludowej (1954)
- Krzyż Oficerski Orderu Odrodzenia Polski (1954)

## Wybrane publikacje
- Żydowska organizacja PPS 1893-1907, Wrocław: Zakład Narodowy im. Ossolińskich 1978.
- Sekcja Żydowska Polskiej Partii Socjalno-Demokratycznej i Żydowska Partia Socjalno-Demokratyczna 1892-1919/20, Wrocław – Łódź: Zakład Narodowy im. Ossolińskich 1982.

## Literatura
- Krzysztof Tomasz Witczak, Słownik biograficzny Żydów tomaszowskich, Łódź – Tomaszów Mazowiecki 2010: Wydawnictwo Uniwersytetu Łódzkiego, s. 180-184 (fot., bibl.; biogram autorstwa S. Pilarskiego i K. T. Witczaka).
- Sebastian Pilarski Henryk Piasecki (1905-2003) – funkcjonariusz, dziennikarz, historyk. Niejednoznaczny portret komunisty ideowego, w: Nie tylko niezłomni i kolaboranci... Postawy dziennikarzy w kraju i na emigracji 1945-1989, wyd. IPN, Warszawa 2014, s. 84-108